# Emilio Ravignani
Emilio Juan Francisco Ravignani (Buenos Aires, 15 de enero de 1886 – ibídem, 8 de marzo de 1954) fue un historiador, jurista y político argentino. Fue uno de los fundadores a principio de siglo de la Nueva Escuela Histórica que sentaron las bases científicas de la disciplina. Integró la Unión Cívica Radical por la cual fue tres veces diputado nacional. Entre la gran cantidad de obras publicadas se destaca los siete tomos de Asambleas Constituyentes Argentinas.

## Biografía
Realizó sus estudios universitarios en la Facultad de Derecho y Ciencias Sociales de la Universidad de Buenos Aires.

### El historiador y jurista
Como historiador, Emilio Ravignani —junto con Rómulo Carbía, Luis María Torres y Ricardo Levene, entre otros— formaron la Nueva Escuela Histórica.
En 1920, en pleno proceso de la Reforma Universitaria fue nombrado Director de la Sección de Historia de la Facultad de Filosofía y Letras de la UBA, bajo el decanato reformista de Alejandro Korn. Allí fundó el Instituto de Investigaciones Históricas de la Facultad de Filosofía y Letras de la UBA, que dirigió hasta 1946 y que luego de su muerte llevó su nombre. .En la década del 20 fue elegido decano reformista en dos ocasiones. También fue uno de los fundadores de la Academia Nacional de Ciencias de Buenos Aires en 1935.[cita requerida]
En Uruguay en la Facultad de Humanidades y Ciencias en donde fue por varios años el primer director (ad honorem) del Instituto de Investigaciones Históricas y docente de Introducción a los Estudios Históricos e Historia Americana. Allí fundó y organizó la carrera universitaria de investigación histórica y promovió un amplio programa de publicaciones.
Ravignani desarrolló una obra fundamental para la historia política y jurídica.[cita requerida] Su libro Historia Constitucional de la República Argentina de 1927, Asambleas Constituyentes Argentinas (1937-1940).
Ravignani prestó una atención especial a los caudillos y entre ellos a Juan Manuel de Rosas, gobernador de la provincia de Buenos Aires que durante toda la segunda parte del siglo XIX fueron considerados de forma simplista dentro del término sarmientino de «barbarie». Ravignani proponía una «conciliación de Rosas y Sarmiento, lograr la síntesis entre federales y unitarios».

### El político
Ravignani se afilió a la Unión Cívica Radical cuando era estudiante universitario, poco después de la reorganización del partido realizada por Hipólito Yrigoyen en 1903 (ver: Historia de la Unión Cívica Radical: 1903 - 1916).
Ravignani se identificó con el antipersonalismo (oposición a Yrigoyen) y luego siguió el liderazgo en la UCR de Marcelo T. de Alvear. En la presidencia de este último se desempeñó como Subsecretario de Hacienda de la Municipalidad de Buenos Aires (1922-1927), durante la intendencia de Carlos Noel.
Durante la década infame (1930-1943), desde que la UCR decidió abandonar el abstencionismo en 1935, resultó elegido diputado nacional en dos periodos consecutivos: 1936-1940 y 1940-1944, este último interrumpido debido al golpe de Estado del 4 de junio de 1943. El historiador Félix Luna ha cuestionado su actuación al frente de la comisión de la UCR que debió investigar los actos de corrupción de diversos dirigentes radicales en ocasión del acto de corrupción conocido como escándalo de la CHADE.
En ese mismo período integró la Junta Ejecutiva Central de Acción Argentina, una organización destinada a oponerse al nazismo y presionar al gobierno argentino a declarar la guerra al Eje, junto a Federico Pinedo, Victoria Ocampo, Nicolás Repetto, Julio Argentino Noble.
A finales de la década del 30 fue uno de los primeros radicales en comenzar las tratativas con los partidos Socialista y Demócrata Progresista para formar una unión electoral, estrategia que dio origen al sector interno «unionista», sector que dirigió el partido hasta 1946.
En 1946 resultó elegido nuevamente diputado nacional para el período 1946-1948. Integró entonces el famoso Bloque de los 44, conducido por Ricardo Balbín y Arturo Frondizi que formó la oposición durante las dos primeras presidencias de Juan D. Perón (1945-1955) y la dirección virtual del partido.
En 1951, fue elegido nuevamente como diputado nacional con mandato hasta 1955. En 1952, presentó un proyecto de ley para que la capital de las Islas Malvinas sea nombrada con el nombre de Hipólito Yrigoyen.
Ravignani no pudo completar su mandato como diputado nacional debido a su fallecimiento, el 8 de marzo de 1954.

## Descendencia
Emilio Ravignani inició la tradición de abogados en su familia, al fundar el estudio jurídico "Ravignani" .

## Obra
Entre sus obras publicadas se encuentran:
- Una comprobación histórica, el comercio de ingleses y la Representación de Hacendados de Moreno (1914).
- La sociología, su importancia para los estudios jurídicos (1915).
- Historia del Derecho Argentino (1919).
- La Constitución de 1819 (1926).
- Historia Constitucional de la República Argentina (1926-1930).
- El pacto de la Confederación Argentina (1938).
- El Virreinato del Río de la Plata. Su formación histórica e institucional (1938).
- La información histórica y los sofismas de la generalización (un análisis de historiografía y metodología de historización)
- Asambleas Constituyentes Argentinas, 7 tomos (1937-1940).
- Amigos del Arte.